# Kathederblüte
Eine Kathederblüte ist eine Sonderform der Stilblüte, eine Bezeichnung für unabsichtlich komische Äußerungen von Lehrern (benannt nach dem Katheder). Wegen der Fülle und Originalität seiner Versprecher gilt Johann Georg August Galletti als Vater der Kathederblüten.
Die Kathederblüten des Brixner Gymnasiallehrers Alfons Quellacasa (1843–1913) erlangten durch das „Gullibuch“ von Franz Junger Bekanntheit.